# Paul Grenier
Paul Grenier (Saarlouis, 29 gennaio 1768 – Dammartin-Marpain, 17 aprile 1827) è stato un generale francese.
Si arruolò nell'esercito reale francese, facendo velocemente carriera e raggiungendo il grado di generale durante le guerre rivoluzionarie francesi. Guidò una divisione nella campagna del 1796-1797 in Germania meridionale. Nella campagna del 1800 nell'elettorato di Baviera fu comandante di una delle ali. All'inizio del 1809, nel corso delle guerre napoleoniche, l'imperatore Napoleone Bonaparte gli affidò il comando dei corpi in Italia. Abile tattico, fu uno dei generali veterani che resero tanto formidabile l'esercito napoleonico. Dopo la restaurazione francese si ritirò dall'esercito dedicandosi alla politica. Grenier è uno dei nomi incisi sotto l'Arco di Trionfo di Parigi.

## Rivoluzione francese
Nato nel 1768, figlio di un piccolo ufficiale governativo di Saarlouis (allora territorio francese), si arruolò nell'esercito reale francese il 21 dicembre 1784 nel reggimento di fanteria Nassau. Dopo lo scoppio della rivoluzione francese continuò a servire l'esercito. Combatté la battaglia di Valmy, diventando capitano. Dopo un ottimo lavoro nella battaglia di Jemappes ricevette la promozione ad aiutante generale. Il 29 aprile 1794 divenne generale di brigata. In seguito Grenier combatté la battaglia di Fleurus con la divisione di Jean Étienne Championnet. La sua brigata era composta dal 18º reggimento di fanteria e dal 1º reggimento di dragoni. L'11 ottobre, in seguito alla battaglia, divenne generale di divisione. Comandò l'avanguardia durante il passaggio del Reno del 6 settembre 1795. Guidò una divisione nella battaglia di Würzburg del 3 settembre 1796. Sotto al suo comando si trovavano tre battaglioni di ognuno dei reggimenti 20°, 16° e 67°, uno del 23° di fanteria leggera, il 1º e 2º reggimento dragoni, il 6° chasseurs à Cheval, una compagnia di artiglieria di fanteria ed una di artiglieria a cavallo. Si guadagnò vari elogi per la conduzione della battaglia di Neuwied del 18 aprile 1797.
Durante la guerra della seconda coalizione, Grenier guidò una divisione nelle battaglie di Verona, Magnano e Cassano d'Adda della primavera del 1799. I suoi uomini erano composti da tre battaglioni delle 17°, 24° e 106° mezze brigate di fanteria leggera, da un battaglione della 1ª e 2ª legione svizzera, da 450 unità di cavalleria e da una compagnia di artiglieria di fanteria. In seguito combatté nell'esercito delle Alpi con Championnet. Il 16 settembre 1799, mentre era alla guida di una divisione da 8000 uomini sconfisse Friedrich Heinrich von Gottesheim e 5000 austriaci a Fossano. Subendo 200 caduti e feriti, le sue truppe causano 300 caduti e feriti tra i nemici, e ne catturarono altri 700. Il 31 ottobre a Centallo, i 7000 uomini di Grenier combatterono i 15000 austriaci di Michael von Melas. Questa volta fu sconfitto, perse 1000 uomini e 4 cannoni, mentre gli austriaci persero solo 200 uomini.
Nel 1800 era al servizio di Jean Moreau, combattendo la battaglia di Höchstädt del 18 e 19 giugno 1800. Dopo il termine a novembre della tregua estiva, Moreau lo mise alla guida delle tre divisioni dell'ala sinistra. Il 1º dicembre comandò le divisioni di Michel Ney e Jean Hardÿ nella vittoriosa azione di retroguardia nella battaglia di Ampfing. James Arnold, uno storico, scrisse: "Grenier possedeva un'impareggiabile conoscenza delle complesse evoluzioni tattiche". Due giorni dopo comandò le tre divisioni di Ney, Louis Bastoul (al posto del ferito Hardÿ) e Claude Legrand nella decisiva vittoria di Moreau della battaglia di Hohenlinden.

## Guerre napoleoniche
Grenier divenne governatore di Mantova dopo la campagna del 1805, venendo anche nominato da Napoleone conte dell'impero.

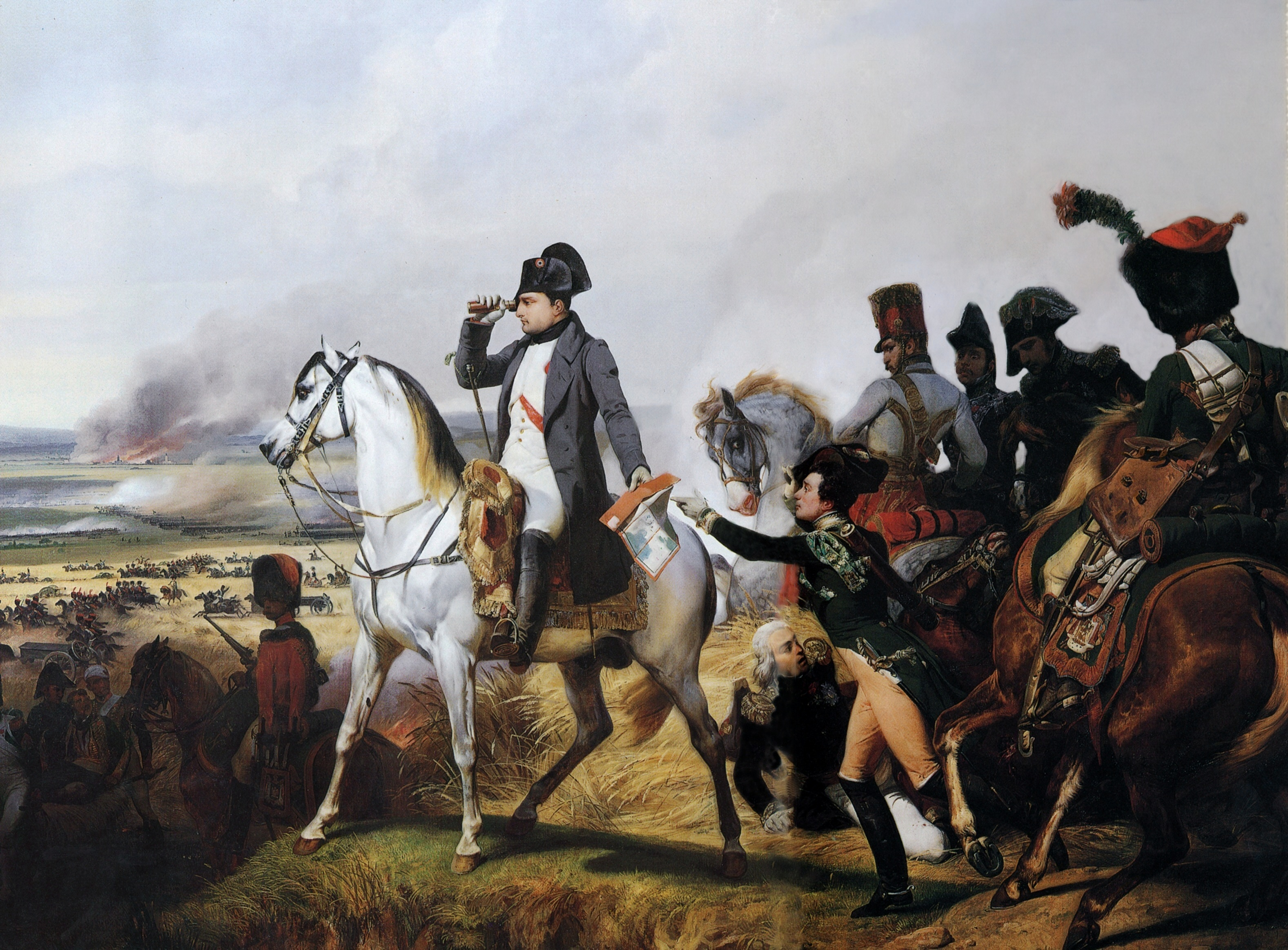
Napoleone alla battaglia di Wagram

All'inizio della campagna del 1809 Grenier comandava una delle divisioni di fanteria dell'esercito d'Italia di Eugenio di Beauharnais. Combatté la battaglia di Sacile del 16 aprile. Nella battaglia del Piave dell'8 maggio guidò 16800 uomini divisi in due divisioni. Sul Piave, il suo attacco al fianco destro causò la ritirata austriaca. Intercettò e sconfisse la divisione austriaca di Franjo Jelačić nella battaglia di Sankt Michael del 25 maggio, nella quale dimostrò la sua superiorità tattica. Partecipò anche alla battaglia di Raab del 14 giugno e alla battaglia di Wagram del 5–6 luglio. In quest'ultima guidò tre divisioni e fu insignito della Gran Croce della Legion d'onore.
Lo storico Frederick C. Schneid considera Grenier meglio di Auguste Marmont e Jacques MacDonald, entrambi marescialli nel 1809. Scrisse che "... i comandanti di corpi [di Eugenio] erano tra i migliori generali dell'impero. Dei tre generali promossi a maresciallo di Francia nel 1809, due parteciparono alla campagna italiana. Il migliore del gruppo, però, non fu uno dei due, ma il generale Paul Grenier".
Nella primavera del 1813 Grenier stava servendo Eugenio in Sassonia quando Napoleone assemblò un nuovo esercito per sostituire quello distrutto in Russia. Grenier fu ferito nella battaglia di Möckern del 5 aprile. Dopo l'armistizio firmato in estate, Eugenio e Grenier tornarono in Italia per preparare l'esercito allo scontro con l'Austria. Secondo Schneid Grenier era "forse il miglior comandante in Italia" in quel periodo, e fu messo a capo del 1º corpo. Nell'agosto 1813 guidò i suoi uomini con successo contro l'esercito austriaco di Johann von Hiller nei pressi di Villaco. Quando Hiller stese una testa di ponte sul fiume Drava presso Feistritz, Grenier attaccò e sconfisse gli austriaci. Era il 6 settembre. La situazione strategica franco-italiana deteriorò in breve tempo, ed Eugenio si ritirò lentamente verso l'Adige in ottobre e novembre. Il 31 ottobre Grenier vinse uno scontro con la colonna di Christoph Ludwig Eckhardt presso Bassano del Grappa, facendo fuggire le truppe austriache sulle montagne. L'8 febbraio 1814 partecipò alla battaglia del Mincio. Con un comando indipendente, il 2 marzo 1814 sconfisse gli austriaci a Parma. Le ostilità terminarono a metà aprile, quando giunse la notizia dell'abdicazione di Napoleone.

## Fine della carriera
Grenier gioco un ruolo nel governo provvisorio che seguì i cento giorni. Si ritirò dal servizio militare dopo la seconda restaurazione di re Luigi XVIII di Francia. Nel 1818 divenne deputato dell'Assemblea. Morì il 17 aprile 1827 a Dammartin-Marpain. Il nome GRENIER è inciso sulla colonna 14 dell'Arco di Trionfo (Parigi).